# Peperomia manabina
Peperomia manabina är en pepparväxtart som beskrevs av C. Dc.. Peperomia manabina ingår i släktet peperomior, och familjen pepparväxter. Inga underarter finns listade i Catalogue of Life.